# Foglizzo
Foglizzo (Fojiss in piemontese, già Foglizzo Canavese) è un comune italiano di 2 250 abitanti della città metropolitana di Torino in Piemonte.

## Storia

### Origini
La nascita di Foglizzo risale all'epoca imperiale romana, quando il villaggio era una tappa obbligata della Via Cursi, la strada lastricata più veloce diretta verso la Gallia. Il primo documento scritto che attesta l'esistenza di Foglizzo è dell'882, quando il borgo viene menzionato in un diploma di Carlo il Grosso come territorio appartenente ai possedimenti del vescovo di Vercelli. Nel medioevo acquistò importanza per la sua posizione e divenne uno dei centri nevralgici del Canavese.

### I conti di Biandrate e il passaggio sotto i Savoia
Nel XII secolo, il borgo di Foglizzo passò nelle mani dei conti di Biandrate, grazie a Antonio il Grande, comandante delle truppe di Federico Barbarossa, che sposando Isabella del Monferrato ottenne il dominio su quelle terre. Sempre i Biandrate istituirono la parrocchia locale nel 1238, quando la contessa Isabella, vedova del conte Alberto, col consenso del vescovo di Ivrea e di quel capitolo, lasciò la chiesa di Foglizzo ai canonici di Sant'Egidio di Verrès.
Foglizzo rimase territorio indipendente fino al 1326, quando divenne vassallo dei Marchesi del Monferrato e nel 1631, con il trattato di Cherasco, entrò nel ducato sabaudo.
Nel luglio 1811, la vendita dei beni posseduti dai Biandrate a Foglizzo ai piccoli contadini locali, diede molto impulso all'attività agricola. Nel 1885 il comune di Foglizzo ottenne l'autorizzazione all'acquisto del castello dei Biandrate, utilizzando la vecchia sede comunale per accogliervi un asilo d'infanzia. Nel medesimo anno, venne installato a Foglizzo uno studentato con noviziato diretto dai salesiani.
Nel 1916 a Torino morì l'ultimo erede dei Conti di Biandrate e nel 1958 morì anche l'ultima contessa dei Biandrate, Maria Luisa: con lei si estinse la famiglia dei Biandrate di Foglizzo.
Nel 1912, presso il noviziato dello studentato di Foglizzo, emise la propria professione religiosa salesiana Luigi Maria Olivares, futuro vescovo di Sutri e Nepi e poi riconosciuto venerabile dalla chiesa cattolica.

### Simboli
Lo stemma e il gonfalone sono stati concessi con regio decreto dell'8 settembre 1932.
Nello stemma è raffigurato, in campo azzurro, un faggio sradicato al naturale, accostato da due leoni controrampanti d'oro.
Il gonfalone è un drappo di azzurro.
CURIOSITA'
Negli anni passati il comune era noto in tutto il piemonte per la produzione di scope in saggina fabbricate con la famosa saggina rossa. Questa saggina nasceva esclusivamente nel territorio di Foglizzo ed era apprezzata per la sua robustezza e grande flessibilità. La saggina veniva coltivata come sottoprodotto ai margini dei campi coltivati. Raccolta a fine estate veniva trasformata in scope durante l'inverno. I contadini utilizzavano come laboratorio le stalle. La fabbricazione era totalmente manuale compresa la cucitura delle stesse. Oggi tale attività è completamente scomparsa me rimane il ricordo di questa attività negli anziani del paese.

## Monumenti e luoghi d'interesse
- Castello di Foglizzo, o dei Biandrate
- Chiesa di Santa Maria Maddalena

## Società

### Evoluzione demografica
Abitanti censiti

## Cultura

### Biblioteche
La biblioteca è situata nel Castello dei Biandarte, che funge da sede comunale. Fondata negli anni settanta, dal 2000 viene gestita dalla sezione Unitre della città e da volontari. Ha forti legami col complesso scolastico locale. Essa fa parte dello SBAM.

## Amministrazione
| Periodo | Periodo   | Primo cittadino | Partito      | Carica  | Note       |
| ------- | --------- | --------------- | ------------ | ------- | ---------- |
| 2004    | 2009      | Tiziana Reinero | lista civica | sindaco | I mandato  |
| 2009    | 2014      | Tiziana Reinero | lista civica | sindaco | II mandato |
| 2014    | 2019      | Fulvio Gallenca | lista civica | sindaco | I mandato  |
| 2019    | in carica | Fulvio Gallenca | lista civica | sindaco | II mandato |

## Sport
Sono presenti due società sportive Basso Canavese Volley e Usd Foglizzese. La prima società riguarda un progetto nel settore giovanile della pallavolo che coinvolge atleti e atlete del basso Canavese. La U.S.D. Foglizzese è altresì una società calcistica che milita nel Girone Oro della SuperLeague ACSI C11.

## Galleria d'immagini

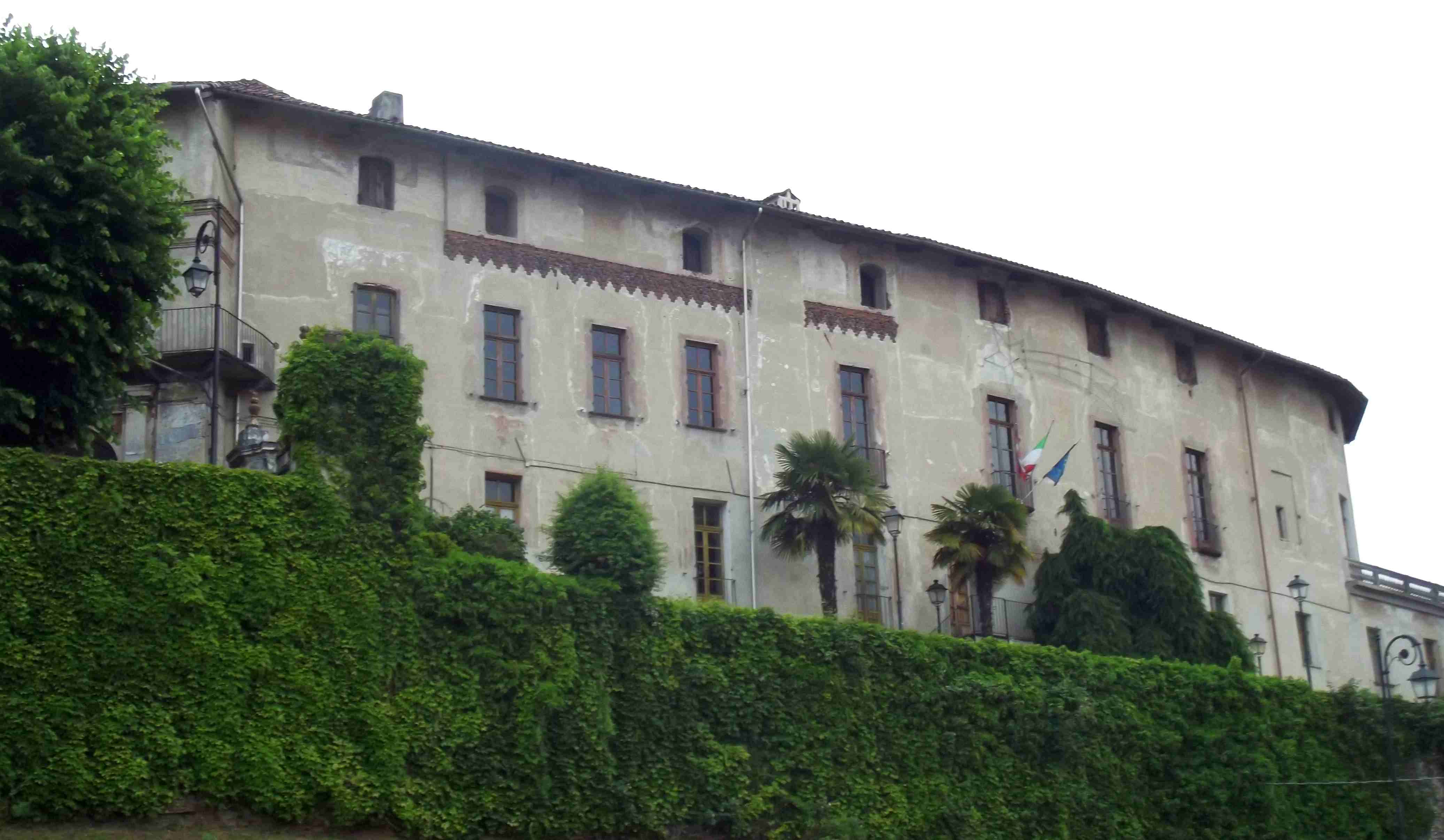
Il castello dei Biandrate
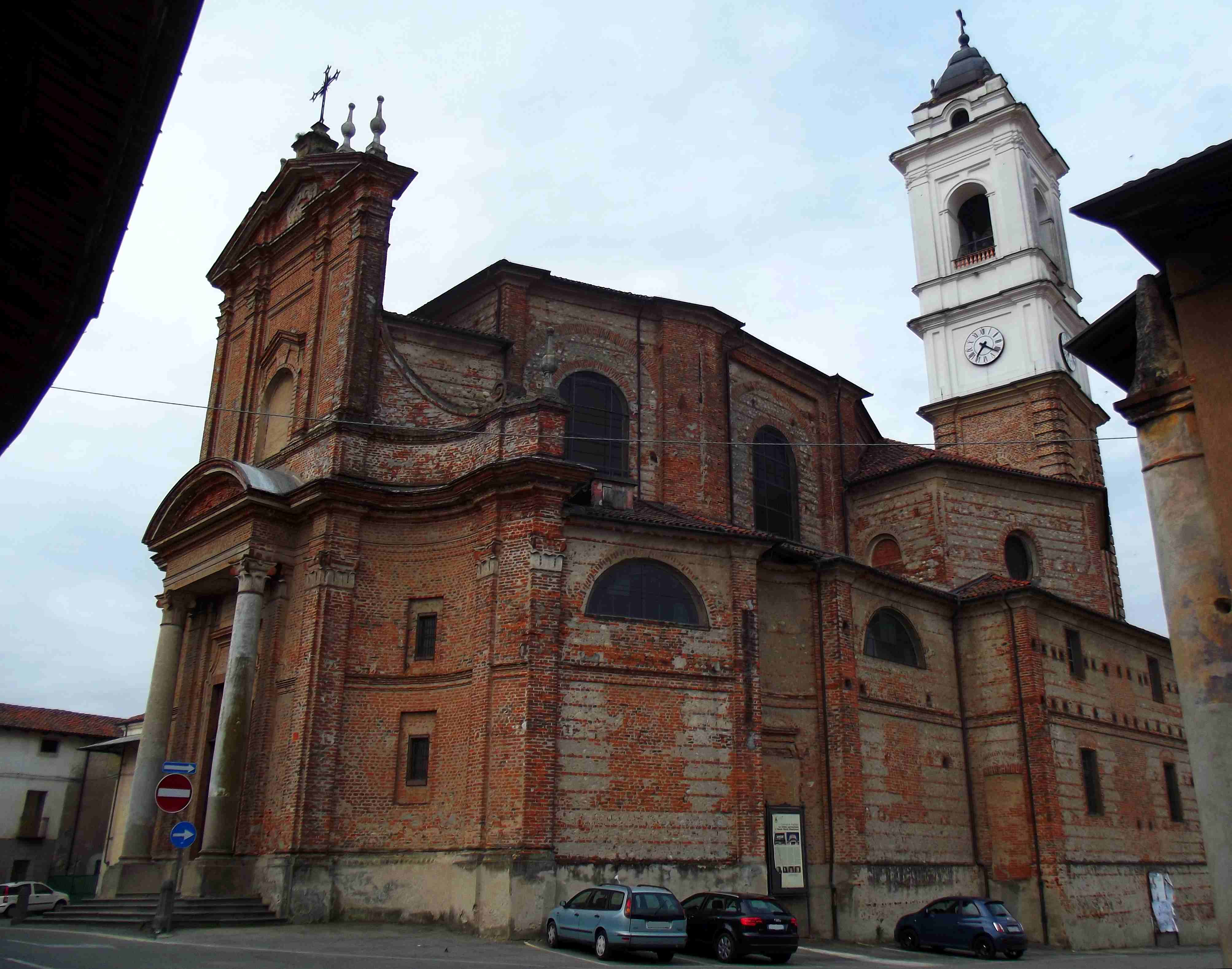
La chiesa di Santa Maria Maddalena
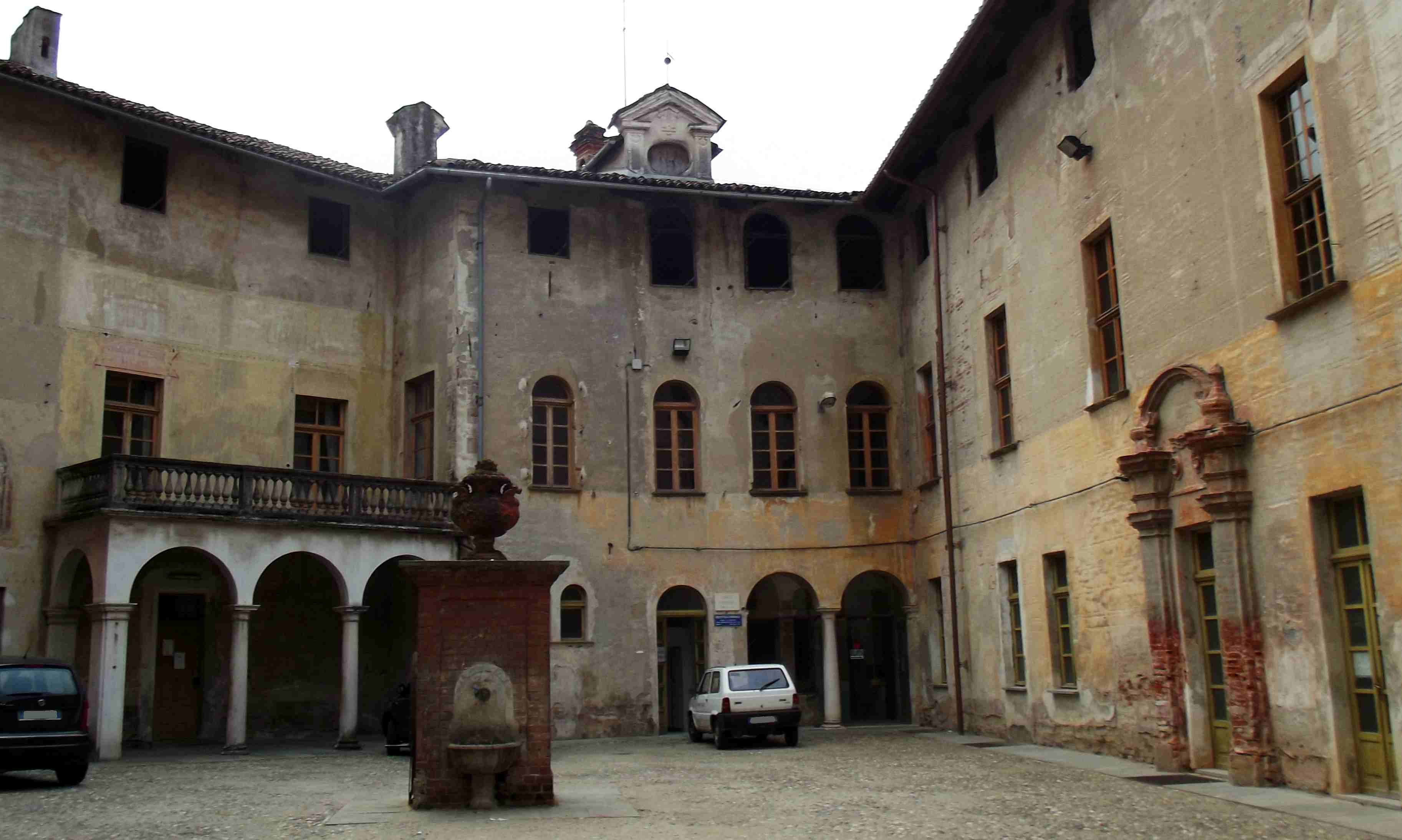
Il cortile del castello con l'accesso al cortile comunale